# Hemorrhage (In My Hands)
Hemorrhage (In My Hands) – ballada rockowa grupy Fuel, wydana w roku 2000 jako pierwszy singel promujący ich drugi album studyjny Something Like Human.

## Informacje o utworze
Utwór skomponował Carl Bell. Spotkał się on ze sporym zainteresowaniem ze strony fanów rocka, spędził bowiem dwanaście tygodni na szczycie notowania Billboardu Modern Rock Tracks (wówczas znanego jako „Modern Rock Tracks”). Jest powszechnie uznawany za najpopularniejszy singel grupy Fuel, co wiąże się także z osiągniętą na liście Billboard Hot 100 pozycją #30.

## Lista utworów
1. „Hemorrhage (In My Hands)” (aut. Carl Bell)
2. „Easy” (Carl Bell)
3. „Stripped Away” (Carl Bell)
4. „Going to California” (Jimmy Page, Robert Plant)

Do utworu zrealizowano wideoklip w reżyserii Nigela Dicka.
Piosenkę wykorzystano także w grze komputerowej Karaoke Revolution Presents: American Idol Encore.